# 美國財政懸崖

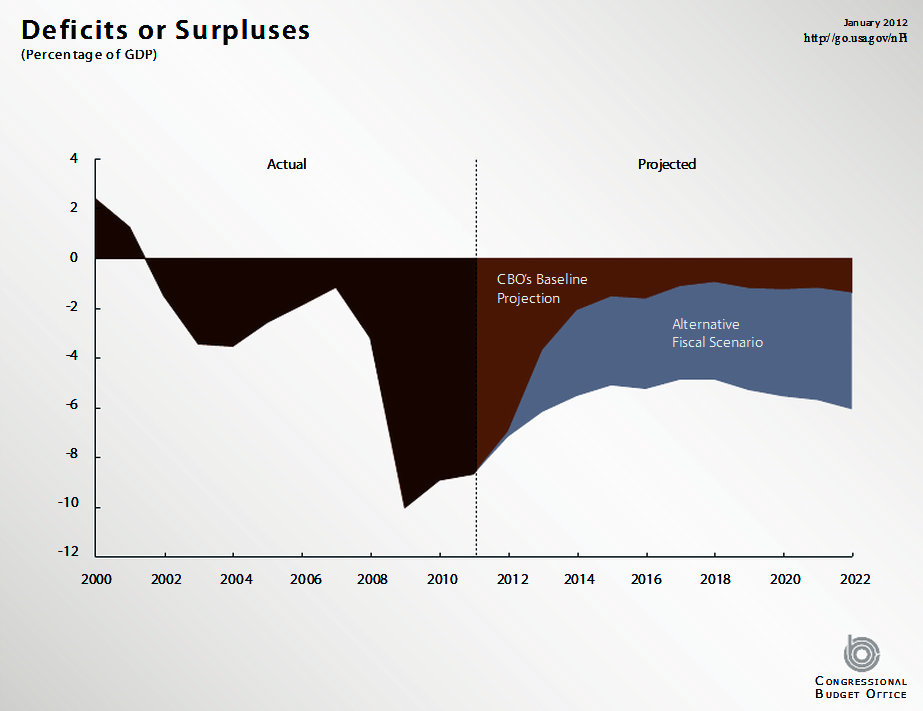
財政懸崖

美國財政懸崖（英語：United States fiscal cliff）是由美國聯邦儲備局主席伯南克提出，意味於2012年年末，美國政府減稅優惠措施到期，同時美國國會也將啟動減赤字機制，將會造成政府財政支出猛然緊縮，2013年美國財政赤字將會如懸崖般陡然直線下降，或令企業生產力及個人消費急劇減少，稅務負擔和醫療支出則會上升，或影響自美國金融海嘯後的經濟復甦步伐。